# Зюкин, Сергей Владимирович
Сергей Владимирович Зюкин (эст. Sergei Zjukin, род. 19 января 1972, Таллин) — эстонский шахматист, чемпион Эстонии по шахматам (1996), международный мастер (2000).

## Биография
Окончил среднюю школу в Таллине (1989) и факультет химии и технологии материалов Таллинского технического университета (2001). Воспитанник шахматной школы Тыну Трууса в Таллине. Четыре года подряд (1987—90) побеждал на чемпионатах Эстонии среди школьников.
В чемпионатах Эстонии по шахматам завоевал золотую (1996) и бронзовую медаль (2000).
В составе сборной Эстонии два раза участвовал в шахматных олимпиадах (1996, 2000). С 2004 года работает шахматным тренером в Таллине в шахматном клубе Тыну Трууса и в шахматном клубе «Lasnamäe Noorte» («Ляэнемере гимназия»).
| Графики недоступны из-за технических проблем. См. информацию на Фабрикаторе и на mediawiki.org. |